# Új-Svábföld
Új-Svábföld (norvégul és németül: Neuschwabenland) a Harmadik Birodalom vitatott antarktiszi igénye volt Maud királynő földjének norvég területi igényén belül. Az elnevezés napjainkban egy földrajzi régiót jelöl, amely alatt az Antarktisz keleti szélessége 20° és 10° közötti területét értik. Új-Svábföldet Németország fedezte fel 1939 elején, és az expedíció hajójáról, Schwabenlandról nevezték el, amely a németországi Sváb régióról kapta a nevét.

## Expedíció
A harmadik német antarktiszi expedíciót (1938–1939) Alfred Ritscher (1879–1963), a német haditengerészet kapitánya vezette. A fő cél az volt, hogy az Antarktiszon területet találjanak egy német bálnavadászati állomás számára, hogy növeljék Németország zsírtermelését. A bálnaolaj akkoriban a margarin és szappangyártás legfontosabb nyersanyaga volt Németországban, és az ország a norvég bálnaolaj második legnagyobb felvásárlója volt, évente mintegy 200 000 tonnát importálva. Az importfüggőség hátránya mellett azt hitték, hogy Németország hamarosan háborúba kerül, amiről úgy vélték, hogy túlzottan megterheli Németország devizatartalékait. Egy másik cél egy német haditengerészeti bázis lehetséges helyszíneinek felkutatása volt.
1938. december 17-én az Új Sváb Expedíció Hamburgból az Antarktiszra indult az MS Schwabenland (1925-ben épült és 1934-ben a dél-németországi Sváb régió után átnevezett teherhajó) fedélzetén, amely repülőgépeket is szállíthatott és katapultált. A titkos[5] expedíciónak 33 tagja volt, plusz Schwabenland 24 fős legénysége. 1939. január 19-én a hajó megérkezett a Princess Martha Coast-hoz, egy olyan területre, amelyet Norvégia nemrégiben Maud királynő földjének tartott, és megkezdte a régió feltérképezését. A part mentén náci német zászlókat helyeztek el a tenger jegén. A Neu-Schwabenland területet a hajóról elnevezve az expedíció ideiglenes bázist hozott létre, és a következő hetekben csapatok sétáltak a part mentén, és rögzítették a dombokra és más jelentős tereptárgyakra vonatkozó igényfoglalásokat. Hét fényképes felmérő repülést hajtottak végre a hajó két Dornier Wal hidroplánjával, Passat és Boreas néven. Körülbelül egy tucat 1,2 méter (3,9 láb) hosszú alumínium nyilat, 30 centiméteres acélkúpokkal és három horogkeresztekkel domborított felső stabilizátor szárnyat ejtettek a jégre a repülési sokszögek fordulópontjain (ezek a nyilak Az expedíció előtt az ausztriai Pasterze gleccseren tesztelték). Ezek közül egyik sem került elő. Nyolc további járat indult az érdeklődésre számot tartó területekre, és ezeken az utazásokon a fényképek egy része színes filmmel készült. Összesen több százezer négyzetkilométert repültek át, és több mint 16 000 légifelvételt készítettek, amelyek egy részét a háború után publikálta Ritscher. A jégmentes Schirmacher-oázist, amely ma a Maitri és a Novolazarevskaya kutatóállomásoknak ad otthont, Richard Heinrich Schirmacher (aki magáról nevezte el) a levegőből vette észre nem sokkal azelőtt, hogy a Schwabenland elhagyta az antarktiszi partokat 1939. február 6-án.
Visszaútja Németországba, az expedíció oceanográfiai tanulmányokat végzett Bouvet-sziget és Fernando de Noronha közelében, és 1939. április 11-én érkezett vissza Hamburgba. Eközben a norvég kormány értesült az expedícióról a Maud királyné föld partjainál bálnavadászok jelentéseiből. Bár egyesek, nevezetesen Bjarne Aagaard norvég író és Ernst Herrmann német geográfus azt állították, hogy Németország valójában soha nem szállta meg a területet, jól dokumentált, hogy Németország rendeletet adott ki az Új-Sváb nevű német antarktiszi szektor létrehozásáról, miután az expedíció augusztusban visszatért. 

## Háttere
Sok más országhoz hasonlóan Németország is expedíciókat küldött az antarktiszi térségbe a 19. század végén és a 20. század elején, amelyek többsége tudományos volt. A 19. század végén a Déli-óceánon, Dél-Georgiában, a Kerguelen-szigeteken és a Crozet-szigeteken végzett expedíciók csillagászati, meteorológiai és hidrológiai jellegűek voltak, többnyire más országok tudományos csoportjaival szoros együttműködésben. A 19. század végén Németország az Antarktiszra kezdett összpontosítani.
Az első német expedíció az Antarktiszon a Gauss-expedíció volt 1901 és 1903 között. Erich von Drygalski sarkvidéki veterán és geológus professzor vezetésével ez volt az első expedíció, amely hőlégballont használt az Antarktiszon. Azt is megtalálta és elnevezte Kaiser Wilhelm II Land. A második német antarktiszi expedíciót (1911–1912) Wilhelm Filchner vezette azzal a céllal, hogy átkeljen az Antarktiszon, hogy megtudja, hogy az egy földdarab-e. Mint más ilyen korai próbálkozásoknál, az átkelés még azelőtt meghiúsult, mielőtt elkezdődött volna. Az expedíció felfedezte és elnevezte a Luitpold-partot és a Filchner-jégpolcot. Egy német bálnavadász flottát 1937-ben bocsátottak tengerre, és miután sikeresen visszatért 1938 elején, elkészültek a harmadik német antarktiszi expedíció tervei.